# Kantaro Suzuki
Kantaro Suzuki (Sakai, 18 de janeiro de 1868 — Noda, 17 de abril de 1948) foi um político e militar japonês. Ocupou o lugar de primeiro-ministro do Japão de 7 de Abril de 1945 a 16 de Agosto de 1945, no final da Segunda Guerra Mundial. Foi sob sua liderança que o governo do país aceitou a rendição e encerrou a Guerra do Pacífico.

## Biografia

### Juventude
Suzuki nasceu na aldeia de Kuze, província de Izumi (atual Sakai, Osaka), filho de um magistrado samurai do Domínio Sekiyado. Ele cresceu na cidade de Noda, província de Kazusa (atual província de Chiba).

### Carreira naval

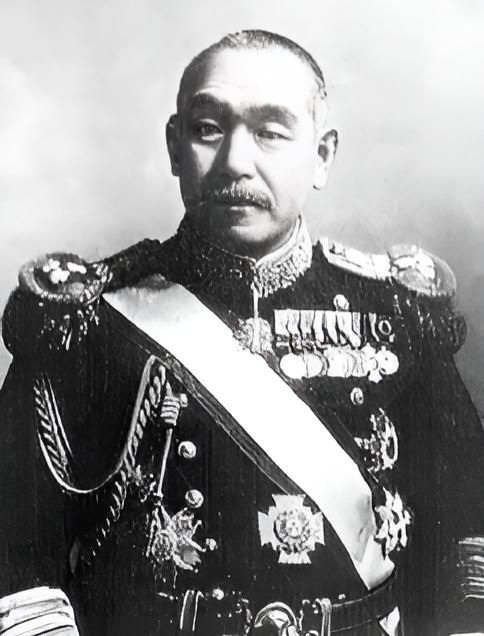
Suzuki como ministro da Marinha

Suzuki entrou na 14ª turma da Academia Naval Imperial Japonesa em 1884, graduando-se na 13ª de 45 cadetes em 1887. Suzuki serviu nas corvetas Tsukuba, Tenryū e no cruzador Takachiho como aspirante. Ao ser comissionado como alferes, ele serviu na corveta Amagi, na corveta Takao, na corveta Jingei, no couraçado Kongō e na canhoneira Maya. Após sua promoção a tenente em 21 de dezembro de 1892, ele serviu como navegador-chefe nas corvetas Kaimon, Hiei e Kongō. 
Suzuki serviu na Primeira Guerra Sino-Japonesa, comandando um barco torpedeiro e participou de um ataque noturno com torpedos na Batalha de Weihaiwei em 1895. Posteriormente, ele foi promovido a Tenente Comandante em 28 de junho de 1898 após se formar na Escola de Estado-Maior Naval e designado a uma série de cargos, incluindo o de adido naval a Alemanha de 1901 a 1903. Em seu retorno, ele foi promovido a comandante em 26 de setembro de 1903. ele veio a ser conhecido como o maior especialista guerra torpedo no imperial japonês Marinha.
Durante a Guerra Russo-Japonesa, Suzuki comandou a Destroyer Division 2 em 1904, que recolheu os sobreviventes do Port Arthur Blockade Squadron durante a Batalha de Port Arthur. Ele foi nomeado oficial executivo do cruzador Kasuga em 26 de fevereiro de 1904, a bordo do qual participou na Batalha do Mar Amarelo. Durante a batalha crucial de Tsushima, Suzuki foi o comandante da Divisão de Destruidores 4 da 2ª Frota do IJN , que ajudou a afundar o navio de guerra russo Navarin.
Após a guerra, Suzuki foi promovido a capitão em 28 de setembro de 1907 e comandou o contratorpedeiro Akashi (1908), seguido pelo cruzador Soya (1909), o encouraçado Shikishima (1911) e o cruzador Tsukuba (1912). Promovido a contra-almirante em 23 de maio de 1913 e designado para comandar o Distrito Naval de Maizuru. Suzuki se tornou vice-ministro da Marinha de 1914 a 1917, durante a Primeira Guerra Mundial. Promovido a vice-almirante em 1º de junho de 1917, ele trouxe os cruzadores Asama e Iwate para São Franciscono início de 1918 com 1 000 cadetes, e foi recebido pelo contra-almirante da Marinha dos Estados Unidos William Fullam. Os cruzadores japoneses então seguiram para a América do Sul. Após passagens como Comandante da Academia Naval Imperial Japonesa, Comandante da 2ª Frota do Marinha Imperial Japonesa, depois da 3ª Frota do Marinha Imperial Japonesa e, em seguida, do Distrito Naval de Kure, ele se tornou almirante em 3 de agosto de 1923. Suzuki se tornou Comandante em Chefe da Frota Combinada em 1924.  Depois de servir como Chefe do Estado-Maior Geral da Marinha Imperial Japonesa de 15 de abril de 1925 a 22 de janeiro de 1929, ele se aposentou e aceitou o cargo como Conselheiro Privado e Grande Chamberlain de 1929 a 1936.
Suzuki escapou por pouco do assassinato no Incidente de 26 de fevereiro de 1936; a bala do suposto assassino permaneceu dentro de seu corpo pelo resto de sua vida, e só foi revelada após sua cremação. A Suzuki se opôs à guerra do Japão com os Estados Unidos, antes e durante a Segunda Guerra Mundial.

### Primeiro-Ministro
Em 7 de abril de 1945, o primeiro-ministro Kuniaki Koiso renunciou e Suzuki foi nomeado para ocupar seu lugar aos setenta e sete anos. Simultaneamente, ocupou as pastas do Ministro das Relações Exteriores e do Grande Leste Asiático.
O primeiro-ministro Suzuki contribuiu para as negociações finais de paz com as potências aliadas na Segunda Guerra Mundial. Ele estava envolvido na convocação de duas conferências imperiais sem precedentes que ajudaram a resolver a divisão dentro do Gabinete Imperial Japonês sobre a Declaração de Potsdam. Ele delineou os termos ao imperador Hirohito, que já havia concordado em aceitar a rendição incondicional. Isso foi fortemente contra a facção militar do gabinete, que desejava continuar a guerra na esperança de negociar um acordo de paz mais favorável. Parte desta facção tentou assassinar Suzuki duas vezes no incidente de Kyūjō na manhã de 15 de agosto de 1945.
Depois de a rendição do Japão se ter tornado pública, Suzuki renunciou e o Príncipe Higashikuni se tornou o próximo primeiro-ministro. Suzuki foi o Presidente do Conselho Privado de 7 de agosto de 1944 a 7 de junho de 1945 e novamente após a rendição do Japão de 15 de dezembro de 1945 a 13 de junho de 1946.
Suzuki morreu de causas naturais. Seu túmulo está em sua cidade natal de Noda, Chiba. Um de seus dois filhos se tornou diretor do serviço de imigração do Japão, enquanto o outro era um advogado de sucesso.